# بزرگترین موفقیت‌ها (لاست)
«بزرگترین موفقیت‌ها» بیست و یکمین قسمت از فصل سوم لاست و قسمت ۷۰ این سریال است. این فیلم توسط تهیه کنندگان اجرایی ادوارد کیتسیس و آدام هوروویتز نوشته شده و توسط تهیه کننده ناظر استفان ویلیامز کارگردانی شده است. این قسمت اولین بار در ۱۶ می ۲۰۰۷  از شبکه ای‌بی‌سی در ایالات متحده و از سی‌تی‌وی در کانادا پخش شد. «بزرگترین موفقیت‌ها» توسط ۱۲ میلیون آمریکایی دیده شد و با استقبال خوبی از سوی منتقدان مواجه شد. سردبیران لاست نامزد جایزه حلقه طلایی شدند.
این قسمت در ۲۲ دسامبر ۲۰۰۴، ۹۲ روز پس از سقوط هواپیمای اوشنیک ایرلاینز پرواز ۸۱۵ رخ می‌دهد. گروهی از بازماندگان برای یورش آتی به کمپ خود توسط «دیگران» آماده می‌شوند، در حالی که بقیه آماده می‌شوند تا با یک کشتی باری در نزدیکی تماس بگیرند. چارلی پیس (با بازی دامینیک مانهن) پنج لحظه بزرگ زندگی خود را بازگو می‌کند که در فلش‌بک‌ها به تصویر کشیده شده است، در حالی که او آماده می‌شود تا پیشگویی‌های دزموند هیوم (هنری ایان کیوسیک) از مرگش را برآورده کند.

## داستان
رهبر «دیگران»،بن لینوس (مایکل امرسون) به ده نفر از دیگران دستور می‌دهد که به اردوگاه بازماندگان بروند تا هر زن باردار را یک شب زودتر از زمان مقرر بربایند. الکس (تانیا ریموند) دختر خوانده بن، دوست پسرش کارل (بلیک باشوف) را متقاعد می‌کند که با قایقرانی به ساحل بازماندگان برود تا به آنها هشدار دهد. رهبر بازماندگان جک شپرد (متیو فاکس) قصد دارد با دینامیت بازیابی شده توسط ساکن جزیره دانیل روسو (میرا فورلان) افراد کمین شده را بکشد. سعید جراح (نوین اندروز)، جین کوون (دانیل دائه کیم) و برنارد نادلر (سم اندرسون) برای تیراندازی به چادرهای دینامیت‌دار در زمان رسیدن دیگران انتخاب می‌شوند.
دزموند در مورد آخرین پیشگویی خود به چارلی می‌گوید: دوست دختر چارلی، کلر لیتلتون (امیلی دی راوین) و نوزادش آرون از طریق هلیکوپتر از جزیره فرار خواهند کرد، اگر چارلی سوئیچ را در ایستگاه دارما ابتکار بزند و غرق کند. سعید به جک می‌گوید که ممکن است بتواند با کشتی باری در فاصله ۱۳۰ کیلومتری از ساحل ارتباط برقرار کند. او می‌تواند از تلفن ماهواره‌ای نائومی دوریت (مارشا توماسون)، چترباز هلیکوپتری که در جزیره فرود آمده است، استفاده کند. یک بار به برج رادیو می‌رود تا سیگنال پریشانی روسو را غیرفعال کند. جولیت برک (الیزابت میچل) به سعید اطلاع می‌دهد که این کار نمی‌کند، زیرا «شیشه‌ای» زیر آب، امواج خروجی را مسدود می‌کند. سعید متوجه می‌شود که کابلی که هفتاد روز قبل  پیدا کرده است به این ایستگاه متصل می‌شود و آنها به کسی نیاز دارند تا به یک ماموریت انتحاری احتمالی در آنجا بروند و چارلی داوطلب می‌شود.
نائومی به چارلی می‌گوید که گروهش درایو شفت پس از سقوط پرواز ۸۱۵ آلبوم موفقی را منتشر کرد. فلش‌بک‌ها بزرگ‌ترین موفقیت‌های زندگی چارلی را نشان می‌دهند که به پنج لحظه بهترین زندگی‌اش اشاره دارد، چارلی آنها را در یادداشتی به ترتیب نزولی یادداشت می‌کند.

- اولین باری که آهنگ گروهش را از رادیو شنید.
- زمانی که پدرش سایمون (جان هنری کاناوان) به او شنا کردن را در باتلینز آموخت.
- زمانی که برادرش لیام (نیل هاپکینز) حلقه «DS» پدربزرگشان دکستور استراتن را به عنوان هدیه کریسمس به او داد. این انگشتر یک میراث خانوادگی بود که به فرزند اول منتقل شد، اما لیام خود را به عنوان یک ناشایست می‌دید و فکر می‌کرد که چارلی شایسته‌تر است.
- وقتی چارلی زنی را نجات داد، نادیا را از دزدی نجات داد و او را قهرمان نامید زیرا هیچ کس دیگری به کمک او نرفته بود. نادیا بدون اینکه چارلی بداند، معشوقه سعید بود.
- شب بعد از سقوط، زمانی که او برای اولین بار با کلیر باردار در آن زمان ملاقات کرد.— فهرست چارلی

چارلی قبل از اینکه با دزموند به «ایستگاه شیشه» دست برود، به کلیر اطمینان می‌دهد که حالش خوب است، او را می‌بوسد و حلقه‌اش را در گهواره هارون می گذارد. هنگامی که دزموند و چارلی به ایستگاه می‌رسند، چارلی یادداشت خود را به دزموند می‌دهد و از او می‌خواهد که آن را به کلیر بدهد. دزموند به جای آن پیشنهاد انجام این کار را می‌دهد و می‌گوید که مشکوک است که فلش‌هایش به او توصیه می‌کنند که جای چارلی را بگیرد. چارلی برای جلوگیری از انجام این کار، دزموند را با پارو می‌زند و در آب شیرجه می‌زند. به محض ورود به ایستگاه، دو نفر دیگر به نام‌های گرتا (لانا پاریلا) و بانی (تریسی میدندورف) با اسلحه‌هایی که به سمت چارلی نشانه رفته بودند ظاهر می‌شوند.

## تولید
بیشتر صحنه‌های جزیره از ۹ آوریل ۲۰۰۷  تا ۱۲ آوریل فیلمبرداری شده‌اند  خلاصه داستان دقیق قسمت قبل از پخش قسمت آنلاین آپلود شد  و دیزنی به بررسی نشت آن پرداخت. نام ایستگاه دارما در اپیزود کنایه از رمان لوئیس کارول آن‌سوی آینه است. دامینیک مانهن از اجرای زیر آب لئوناردو دی کاپریو در تایتانیک الهام گرفت و برای مدت کوتاهی زبانش را زیر آب باز کرد تا تحت فشار بیشتری ظاهر شود.
این اپیزود حل و فصل قوس داستانی را در مورد پیشگویی دزموند در مورد مرگ اجتناب‌ناپذیر چارلی آغاز کرد که در اوایل فصل  آغاز شد و در نهایت در پایان به پایان رسید. خط داستانی در حالی شکل گرفت که قسمت دوم فصل دوم را تولید می‌کرد، زمانی که نویسندگان در حال ایده پردازی برای خط داستانی جدید برای چارلی بودند. در حالی که دزموند می‌توانست در مورد هر کسی درخشش‌هایی از آینده داشته باشد،  چارلی به جای یک شخصیت کمتر مهم انتخاب شد تا داستان دارای ریسک‌های بالاتری باشد. علاوه بر این، نویسندگان به این نتیجه رسیدند که این یک راه عالی برای نشان دادن جنبه قهرمانانه چارلی است، و چارلی تنها شخصیتی است که می‌میرد. علیرغم مشکلاتی که در زندگی چارلی وجود داشت، نویسندگان بر این باور بودند که چارلی همیشه آدم خوبی است و می‌خواستند آن را با شادترین لحظات زندگی این شخصیت نشان دهند. مانهن فکر می‌کرد که «بزرگترین موفقیت‌ها» ساخته شده است تا «به مخاطب اجازه دهد آنقدر با [سرنوشت شخصیتش] بنشیند تا خود را برای آنچه قرار است [در پایان] اتفاق بیفتد آماده کند».
«بزرگترین موفقیت‌ها» اولین حضور زوج متاهل رز و برنارد از اواخر فصل دوم  بود و طرفداران از بازگشت شخصیت‌های دوره‌ای استقبال کردند. نویسندگان دیگر پروژه‌های بازیگران را دلیل غیبت آنها عنوان کردند. علاوه بر این، بیم آن می‌رفت که اگر طرفداران ظاهر شوند، شکایت کنند،  در حالی که بسیاری از بازیگران دارای صورتحساب ستاره‌ای در اوایل فصل سوم زمان پخش محدودی را دریافت کرده بودند. نویسندگان همچنین اظهار داشتند که اگر قرار است این زوج در پس‌زمینه بایستند، نمی‌خواهند در برنامه حضور داشته باشند. آنها می خواهند رز و برنارد را در سریال با داستان های جالب داشته باشند.

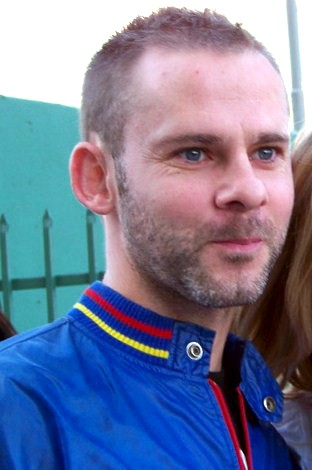
بسیاری از پیشینه شخصیت مانهن، چارلی، در «بزرگترین موفقیت‌ها» به نمایش درآمده است.

«بزرگترین موفقیت‌ها» به طور متوسط ۱۲٫۳۲ میلیون بیننده آمریکایی را به خود اختصاص داد و لاست را به پانزدهمین سریال پربیننده هفته تبدیل کرد. این با قسمت‌های لاست قبلی در همان بازه زمانی مطابقت داشت. ۱۱٫۹ میلیون نفر نیمه اول را تماشا کردند و تماشاگران در نیمه دوم به ۱۲٫۸ میلیون نفر افزایش یافتند. این اپیزود امتیاز ۵٫۲/۱۴ را در جمعیت ۱۸ تا ۴۹ ساله‌های کلیدی بزرگسالان دریافت کرد و آن را به‌عنوان برنامه‌نویسی با رتبه‌بندی برتر برای شب قرار داد. در کانادا، "بزرگترین بازدیدها" توسط ۸۷۵۰۰۰ نفر دیده شد و در رتبه بیست و هفتم هفته قرار گرفت. در بریتانیا، این قسمت ۱.۲۱ میلیون بیننده جذب کرد و دومین برنامه پربیننده هفته در کانال های غیرزمینی بود که تنها توسط کتی و پیتر: فصل بعدی شکست خورد. در استرالیا، لاست پنجاه و یکمین برنامه پر بیننده هفته بود که ۱٫۰۰۱ میلیون بیننده داشت.
پاتریک دی از لس آنجلس تایمز فکر می‌کرد که «تا آنجایی که قسمت‌های ماقبل آخری که در قسمت پایانی قرار می‌گیرند، بزرگترین موفقیت‌ها در بیش از یک جهت بالاتر از حد نصاب بود». روز بازگشت جک «از کوه خسته کننده»، استفاده از طبل در موسیقی مایکل جیاکینو و بازگشت رز و برنارد را جشن گرفت. جف جنسن از انترتینمنت ویکلی نوشت که مانهن «بهترین اجرای خود را در لاست انجام داد»  و صحنه پایانی را «نفس گیر»  با «پیروزی خیره‌کننده جلوه‌های ویژه شایسته امی توصیف کرد.»  کریستین ویچ از ئی! همچنین از بازی مانهن لذت برد و این قسمت را «نمونه ای عالی» از کیفیت بالای سریال نامید.  چارلی مک‌کولوم از سن خوزه مرکوری نیوز، قسمت‌های آخر فصل سوم را «یک سواری هیجان‌انگیز مطلق» توصیف کرد. کریس کارابوت از آی‌جی‌ان به اپیزود ۸٫۵/۱۰ امتیاز داد و از رشد شخصیت جک و چارلی و مهارت‌های بازیگری امرسون که نقش بن را به تصویر می‌کشد ستایش کرد. لولو بیتس از تلویزیون بدون ترحم این قسمت را به عنوان "A-" درجه بندی کرد. ارین مارتل از تیم تلویزیونی ای‌اوال به «بزرگترین بازدیدها» ۶٫۷ امتیاز داد و گفت که در ساختن شتاب برای پایان فصل موفق بود، اما به تناقض داستان در مورد (نا)توانایی چارلی در شنا اشاره کرد. اسکات جوبا از دِ ترید تصمیم گرفت که «بزرگترین موفقیت‌ها» بهترین قسمت فصل سوم باشد و گفت که فلاش بک ها «نوعی از احساسات انسانی قابل شناسایی را برمی انگیزند که باعث موفقیت لاست می‌شود. نبوغ واقعی نمایش در پیچش‌های داستانی یا اسرار آن نیست، بلکه در توانایی آن است که با برانگیختن مضامینی که تقریباً هر کسی می‌تواند با آن‌ها همذات پنداری کند، مخاطب را روی شخصیت‌ها سرمایه‌گذاری کند.»  جان لاچونیس از بادی تی وی خاطرنشان کرد که این اپیزود در تبدیل چارلی به شخصیتی دوست داشتنی و قابل ربط «بسیار موفق» بود.
این قسمت بعنوان کارگردانی برجسته  و نویسندگی برجسته برای یک سریال درام  برای پنجاه و نهمین دوره جوایز امی ارسال شد. این قسمت نامزد دریافت جایزه حلقه طلایی در بخش بهترین تدوین صدا در تلویزیون: فرم کوتاه – دیالوگ و جایگزینی خودکار دیالوگ شد.

## لینک‌های خارجی
- «بزرگترین موفقیت‌ها» در ABC
- «بزرگترین موفقیت‌ها» در IMDb